# Jason Colavito
Jason Colavito é um escritor dos Estados Unidos da América, escreveu The Cult of Alien Gods: H. P. Lovecraft and Extraterrestrial Pop Culture e contribui para a revista Skeptic.
Colavito frequentou a Auburn High School, em Auburn, Nova York, e formou-se summa cum laude pela Ithaca College em Ithaca,  Nova York, onde recebeu o bacharel em Artes, em antropologia e jornalismo.
O trabalho de Colavito centra-se em desmascarar a arqueologia alternativa na sua revista-web Lost Civilizations Uncovered, na sua newsletter The Skeptical Xenoarchaeologist e nos seus livros, artigos e trabalho documental. O seu trabalho de investigação já foi citado na Atlantic e no Huffington Post, e destacado no Canal História.
Em 2005, Colavito escreveu o The Cult of Alien Gods: H. P. Lovecraft and Extraterrestrial Pop Culture, publicado pela editora Prometheus Books. O livro explora as influências de Cthulhu Mythos, de H. P. Lovecraft, nos trabalhos populares de Erich von Däniken (Eram os Deuses Astronautas?) e Graham Hancock, assim como a sua influência predominante na "cultura popular extraterrestre".